# Bleche
Bleche ist ein Ortsteil der Stadt Drolshagen in Nordrhein-Westfalen.

## Geografie
Der Ort liegt an der Bundesautobahn 45 rund 4 Kilometer nordwestlich von Drolshagen. Durch den Ort führt die Bundesstraße 54. Angrenzende Orte sind Lüdespert, Beul, Scheda und Schlade.

## Geschichte
Die erste urkundliche Erwähnung von Bleche erfolgte am 12. November 1394. Damals erwarb Eberhard Stummel aus Attendorn von Hermann von Ostentrop genannt Knybe und seiner Frau Styne den schmalen Zehnt zu Bleche, Bühren, Neuenhaus und Scheda.
Im Zuge der kommunalen Neugliederung im Land Nordrhein-Westfalen („Olpe-Gesetz“) wurde am 1. Juli 1969 das Amt Drolshagen (mit der Stadt Drolshagen und der Gemeinde Drolshagen-Land, zu der Bleche gehörte) aufgelöst und die heutige Stadt Drolshagen gebildet.

## Religion
Die St.-Josefs-Kirche in Bleche wurde von 1952 bis 1953 nach Plänen des Architekten Josef Wigger errichtet und 1954 geweiht.

## Persönlichkeiten

### Söhne und Töchter des Ortes
- Franz Rüsche (1888–1971), römisch-katholischer Priester, Theologe, Philosoph und Psychologe